# Panicum leibergii
Panicum leibergii là một loài thực vật có hoa trong họ Hòa thảo. Loài này được (Vasey) Scribn. mô tả khoa học đầu tiên năm 1897.